# Humphrey
Humphrey, mitunter auch Humphry geschrieben, ist ein männlicher englischer Vorname. Er geht auf den altenglischen Namen Hunfrið zurück, der sich wiederum aus hun („Stärke“) und frið („Frieden“) zusammensetzt.

## Namensträger

### Einzelname
- Humphrey mit dem Bart († n. 1092), normannischer Adliger und Militär
- Humphrey III. de Bohun († 1181), anglonormannischer Adliger und Lord High Constable von England
- Humphrey V. de Bohun († 1265), anglonormannischer Ritter und Rebell
- Humphrey de Bohun, 2. Earl of Hereford (v. 1208 – 1275), anglonormannischer Adliger
- Humphrey de Bohun, 3. Earl of Hereford (um 1249–1298), anglonormannischer Adliger
- Humphrey de Bohun, 4. Earl of Hereford (um 1267–1322), anglonormannischer Adliger
- Humphrey de Bohun, 6. Earl of Hereford (um 1309–1361), anglonormannischer Adliger
- Humphrey de Bohun, 7. Earl of Hereford (1342–1373), anglonormannischer Adliger
- Humphrey, Duke of Gloucester (1390–1447), Regent von England

### Vorname
- Humphrey Atkins (1922–1996), britischer Politiker
- Humphrey Blount (≈1422–1477), englischer Ritter
- Humphrey Bogart (1899–1957), US-amerikanischer Schauspieler
- Humphrey Bourchier (≈1440–1471), englischer Ritter
- Humphrey Campbell (1958–2024), niederländischer Sänger und Musikproduzent
- Humphrey Carpenter (1946–2005), britischer Biograph und Kinderbuchautor
- Humphrey Case (1918–2009), britischer Prähistoriker und Archäologe
- Humphrey Cobb (1899–1944), US-amerikanischer Drehbuchautor und Romanschriftsteller
- Humphrey Cook (1893–1978), britischer Autorennfahrer und der Gründer von English Racing Automobiles
- Humphrey Davis (1949–2007), US-amerikanischer Saxophonist und Songwriter
- Humphry Davy (1778–1829), britischer Chemiker
- Humphrey Dixon, britischer Filmeditor
- Humphrey Gibbs (1902–1990), vorletzter Gouverneur der britischen Kolonie Südrhodesien
- Humphrey Gilbert (≈1537–1583), englischer Abenteurer, Feldherr und Parlamentarier
- Humphrey Gower (1638–1711), englischer Theologe
- Humphrey Guinness (1902–1986), britischer Polospieler und Offizier
- Humphrey Jennings (1907–1950), britischer Filmemacher, Maler und Dichter
- Humphrey Owen Jones (1878–1912), walisischer Chemiker und Bergsteiger
- Humphrey Davy Findley Kitto (1897–1982), britischer Altphilologe
- Humphrey H. Leavitt (1796–1873), US-amerikanischer Jurist und Politiker
- Humphrey Lloyd (1800–1881), britischer Physiker
- Humphrey Lyttelton (1921–2008), britischer Jazz-Musiker und Autor
- Humphrey Mackworth (1657–1727), britischer Unternehmer und Politiker
- Humphrey Maris (* 1939), britischer Festkörperphysiker und Hochschullehrer
- Humphrey Marshall, auch Humphry Marshall (1722–1801), US-amerikanischer Botaniker
- Humphrey Marshall (1760–1841), US-amerikanischer Politiker
- Humphrey Marshall (1812–1872), US-amerikanischer Politiker und Offizier
- Humphrey Middlemore († 1535), englischer Geistlicher und Kartäusermönch
- Humphrey Mijnals (1930–2019), surinamisch-niederländischer Fußballspieler
- Humphrey Mitchell (1894–1950), kanadischer Politiker
- Humphrey Mulemba (1932–1998), sambischer Politiker
- Humphrey Neville (≈1439–1469), englischer Ritter
- Humphrey Nyone, sambischer Offizier
- Humphrey O’Leary (1886–1953), Chief Justice von Neuseeland (1946–1953)
- Humphrey Sarfaraz Peters, pakistanischer anglikanischer Geistlicher
- Humphrey Salwey (≈1575–1652), englischer Politiker
- Humphrey Sandwith (1894–nach 1944), britischer Marineoffizier
- Humphrey Searle (1915–1982), britischer Komponist
- Humphrey Specote (auch Speccot) (* vor 1532; † zwischen 1589 und 1604), englischer Politiker
- Humphrey Stafford, 1. Duke of Buckingham (1402–1460), englischer Adliger
- Humphrey Stafford, Earl of Stafford (um 1424–1459), englischer Adliger
- Humphrey Stanley († 1505), englischer Ritter
- Humphrey Talbot († 1493), englischer Ritter
- Humphrey Tonkin (* 1939), britischer Anglist
- Humphrey de Trafford, 4. Baronet (1891–1971), englischer Pferderennstallbesitzer
- Humphrey Trevelyan (1905–1985), britischer Diplomat und Autobiograph
- Humphrey Tuchet (≈1434–1471), englischer Ritter
- Humphrey Waldock (1904–1981), britischer Jurist

### Familienname
- Albert C. Humphrey (* 1951), US-amerikanischer Bluesmusiker
- Andrew Humphrey (1921–1977), britischer Offizier der Luftstreitkräfte des Vereinigten Königreichs
- Augustin Reed Humphrey (1859–1937), US-amerikanischer Politiker
- Bobbi Humphrey (* 1950), US-amerikanische Flötistin
- Caroline Humphrey (* 1943), britische Anthropologin
- Charles Humphrey (1792–1850), US-amerikanischer Politiker
- Chris Humphrey (* 1987), jamaikanischer Fußballspieler
- Claude Humphrey (1944–2021), US-amerikanischer American-Football-Spieler
- Creed Humphrey (* 1999), US-amerikanischer American-Football-Spieler
- Doris Humphrey (1895–1958), US-amerikanische moderne Tänzerin
- Edith Humphrey (1875–1978), britische anorganische Chemikerin
- George Humphrey (1889–1966), britischer Psychologe
- George M. Humphrey (1890–1970), US-amerikanischer Geschäftsmann, Politiker und Finanzminister
- Gordon J. Humphrey (* 1940), US-amerikanischer Politiker
- Herman L. Humphrey (1830–1902), US-amerikanischer Politiker
- Hubert H. Humphrey (1911–1978), US-amerikanischer Politiker
- James Humphrey (Politiker) (1811–1866), US-amerikanischer Politiker
- James Humphrey (Fälscher) (1832–1898), britischer Fälscher und nach Australien Deportierter
- James Humphrey (Ringer), US-amerikanischer Ringer
- James M. Humphrey (1819–1899), US-amerikanischer Politiker
- John Humphrey (Mediziner) (John Herbert Humphrey; 1915–1987), britischer Bakteriologe und Immunologe
- John Humphrey (Fußballspieler, 1961) (John Humphrey; * 1961), englischer Fußballspieler
- John Humphrey (Fußballspieler, 1969) (John Mark Humphrey; * 1969), englischer Fußballspieler
- John H. Humphrey (John Herbert Humphrey; * 1948), US-amerikanischer Klassischer Archäologe
- John Peters Humphrey (1905–1995), kanadischer Menschenrechtler
- Laurence Humphrey (1527–1590), puritanischer Theologe
- Lee Humphrey (* 1984), US-amerikanischer Basketballspieler
- Lyman U. Humphrey (1844–1915), US-amerikanischer Politiker, Gouverneur von Kansas
- Mark Humphrey (Schauspieler) (* 1960), kanadischer Schauspieler
- Mark Humphrey (Chemiker), australischer Chemiker
- Marlon Humphrey (* 1996), US-amerikanischer American-Football-Spieler
- Maud Humphrey(1865 o. 1868–1940), US-amerikanische Illustratorin und Zeichnerin
- Muriel Humphrey (1912–1998), US-amerikanische Politikerin und Ehefrau von US-Vizepräsident Hubert Humphrey
- Nicholas Humphrey (* 1943), britischer Psychologe
- Paul Humphrey (1935–2014), US-amerikanischer Schlagzeuger
- Percy Humphrey (1905–1995), US-amerikanischer Jazztrompeter und Bandleader
- Philip Strong Humphrey (1926–2009), US-amerikanischer Ornithologe
- Pierre Humphrey (* 1986), deutscher Popsänger
- Renée Humphrey (* 1975), US-amerikanische Schauspielerin
- Reuben Humphrey (1757–1831), US-amerikanischer Politiker
- Tyler Humphrey (* 1991), US-amerikanischer Fußballspieler
- Watts S. Humphrey (1927–2010), US-amerikanischer Informatiker und Softwareentwickler
- William Humphrey (Künstler) (1740?–1810?), englischer Grafiker und Verleger
- William Humphrey (Schriftsteller) (1924–1997), US-amerikanischer Schriftsteller
- William Humphrey (Politiker) (* 1967), nordirischer Politiker
- William Alvara Humphrey (1876–1945), englischer Geologe und Mineraloge
- William E. Humphrey (1862–1934), US-amerikanischer Politiker
- William J. Humphrey (1875?–1942), US-amerikanischer Schauspieler und Regisseur
- Willie Humphrey (1900–1994), US-amerikanischer Jazzmusiker

### Sonstiges
- Humphrey (Kater), englischer Kater
- Humphrey’s Corner, Bilderbuch von Sally Hunter
- Mount Humphrey Lloyd, Berg im Viktorialand, Antarktika

## Ortsname
- Humphrey (Arkansas)
- Humphrey (Idaho)
- Humphrey (Michigan)
- Humphrey (Nebraska)
- Humphrey (New York)
- Humphrey (Washington)
- Humphrey (West Virginia)